# Jean Ooghe
Jean Ooghe, né le 17 avril 1928 à Billy-Montigny, est un homme politique français. Membre du Parti communiste français, il est maire de Sainte-Geneviève-des-Bois, conseiller général du canton de Sainte-Geneviève-des-Bois et sénateur de l’Essonne.

## Biographie
Jean Ooghe est né le 17 avril 1928 à Billy-Montigny. Il est marié trois fois, sa dernière épouse étant Éva Urbenek avec qui il se marie le 8 février 1984.
Jean Ooghe est cheminot de profession. Il est président délégué de l'association nationale des anciens combattants de la Résistance.

## Carrière politique
Dans le département du Pas-de-Calais dont il est originaire, Jean Ooghe s’engage très jeune dans l’action politique en militant au sein du Parti communiste français. Bénéficiant en 1951 puis en 1954 de l'affaiblissement puis de l’exclusion d’Auguste Lecœur, à laquelle il contribue, il devient secrétaire départemental de la Fédération du Pas-de-Calais du PCF. Il intervint lors du XIVe Congrès national, tenu au Havre en juillet 1956, à la suite duquel il est élu au Comité Central du Parti communiste. Lors des élections législatives de l’automne 1958, puis celles de novembre 1962, le PCF le désigne pour être candidat dans la quatorzième circonscription du Pas-de-Calais. À ces deux scrutins, il obtient plus de 32 % des suffrages, au premier tour. Battu au deuxième tour en 1958 par le candidat socialiste SFIO Fernand Darchicourt, il se désiste pour lui en 1962. Il quitte peu après la région du Nord et vient résider en région parisienne. Intégré dans la vie politique de l’Essonne, élu local, il n’est plus élu au Comité Central du Parti communiste à la suite du XVIIIe Congrès, de janvier 1970.
Jean Ooghe est élu conseiller général du canton de Sainte-Geneviève-des-Bois en 1967, maire de Sainte-Geneviève-des-Bois en 1971 puis sénateur de l’Essonne en 1977. Il conserve son mandat conseiller général jusqu’en 1985, de sénateur jusqu’en 1986 et de maire jusqu’en 1990.
Il est chevalier de la Légion d'honneur.